# Mercosur

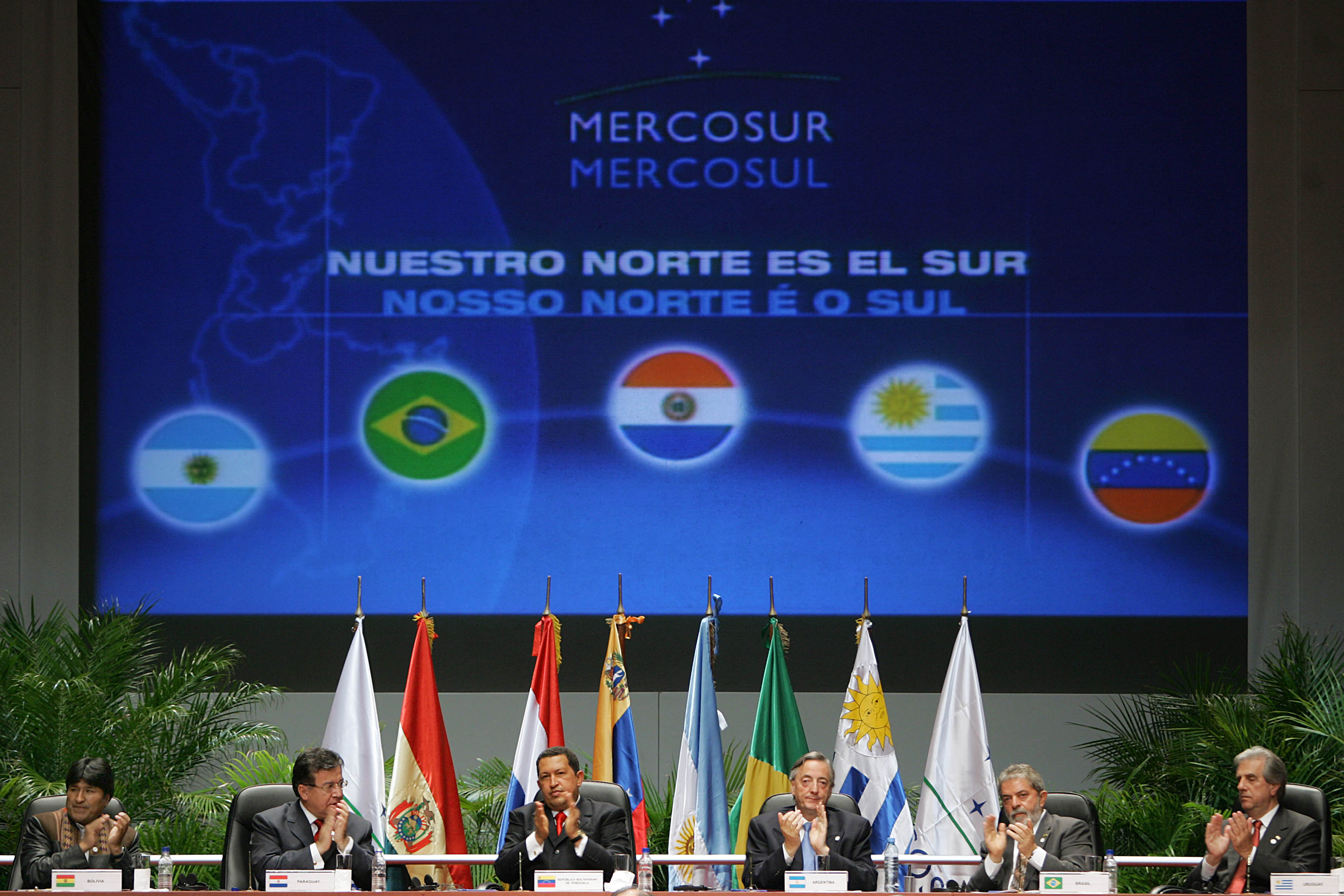
Mercosur 2005

Mercosur (hiszp. Mercado Común del Sur – Wspólny Rynek Południa), czasem nazywany także Mercosul (port. „Mercado Comum do Sul”) – międzynarodowa organizacja gospodarcza powołana w roku 1991 traktatem z Asunción (Paragwaj).

## Państwa członkowskie
Pełni członkowie:
- Argentyna
- Boliwia, od 2024[2]
- Brazylia
- Paragwaj
- Urugwaj
- Wenezuela (od 2012[3], zawieszony od 2016)

Państwa stowarzyszone (korzystają ze strefy wolnego handlu, bez udziału w unii celnej):
- Chile, od 1996
- Peru, od 2003
- Ekwador, od 2004
- Kolumbia, od 2004
- Gujana, od 2013[4]
- Surinam, od 2013

Obserwatorzy:
- Meksyk
- Nowa Zelandia

## Działalność
Głównymi instytucjami Mercosur są spotkania na szczycie przywódców państw członkowskich, Rada Wspólnego Rynku (ministrowie), Komitety Techniczne, Grupy Robocze oraz grupy tworzone ad hoc, które zajmują się specyficznymi zagadnieniami polityki przemysłowej, konkurencją, ochroną środowiska, polityką rolną i polityką celną. W skład Komitetów i Grup Roboczych wchodzą przedstawiciele (dyplomaci i pracownicy służb cywilnych) wszystkich państw członkowskich. Decyzje podejmowane są na zasadzie konsensusu.
Obecnie Mercosur jest najsilniejszą organizacją gospodarczą w Ameryce Łacińskiej. Kraje członkowskie tworzą wspólny rynek i są powiązane unią celną. Akcesja jest możliwa dla państw należących do Stowarzyszenia Integracji Latynoamerykańskiej.
Obywatele państw członkowskich posiadają jednocześnie obywatelstwo wspólnotowe Mercosuru. Mają prawo do przemieszczania się po krajach wspólnoty bez paszportu, osiedlania się w nich, podejmowania pracy i do opieki zdrowotnej.
Trwają rozmowy w sprawie przyjęcia wspólnej waluty przez Argentynę i Brazylię.

### Organy
- Posiedzenia na szczycie (prezydenci państw członkowskich)
- Rada Wspólnego Rynku (Ministrowie spraw zagranicznych i gospodarki)
- Grupa Wspólnego Rynku (przedstawiciele MSZ, Ministerstw gospodarki i banków centralnych)
- Konsultacyjne forum Gospodarczo-Społeczne
- Komisja Handlowa
- Parlament Mercosuru
- Stały Trybunał Rozjemczy
- Sekretariat Administracyjny

## Historia
W 1991 roku w wyniku ratyfikacji traktatu z Asunción został utworzony przez Argentynę, Brazylię, Paragwaj i Urugwaj Mercosur. Celem tego ugrupowania było powołanie unii celnej, a docelowo wspólnego rynku pomiędzy krajami sygnatariuszami.
W 1994 roku podpisano kolejny traktat w Ouro Prêto będący nowym etapem w rozwoju tej organizacji, która uzyskała osobowość prawną. Zreformowano również struktury instytucjonalne, które miały prowadzić rozmowy z członkami organizacji Mercosur o dalszej ściślejszej integracji od 2000 roku.
W efekcie Mercosur znajduje się w fazie przejściowej ku utworzeniu wspólnego rynku. Podejmowane są działania na rzecz wypracowania wspólnej polityki obejmującej handel (polityka konkurencji i ochrony konsumentów).
Traktat z Ouro Prêto ustanowił instytucjonalną strukturę międzynarodowej organizacji gospodarczej Mercosur. Integracja w tej organizacji przebiega według schematu opartego na kolektywnym (międzyrządowym) mechanizmie podejmowania decyzji.
W 1996 roku Chile i Boliwia podpisały umowy stowarzyszeniowe, które zakładają utworzenie strefy wolnego handlu według formuły „4+1”.

### Stosunki UE–Mercosur
Już w 1991 roku przygotowano projekt współpracy pomiędzy organizacją Mercosur a Wspólnotą Europejską. W 1992 roku podpisano Porozumienie o współpracy międzyinstytucjonalnej i wzajemnych konsultacjach. W 1994 roku podczas szczytu Rady Europejskiej na Korfu podjęto decyzję o konieczności wzmocnienia i rozwoju relacji między WE a Mercosur. W tym celu na szczycie WE w Madrycie w grudniu 1995 roku przyjęto Międzyregionalną ramową umowę o współpracy. Weszła ona w życie w lipcu 1999 roku. Zakłada się w niej między innymi pełną liberalizację przepływu dóbr i usług zgodnie z regułami WTO oraz formuły współpracy. Rozmawiano o tym także na szczycie rządów UE i Mercosur w Rio de Janeiro w czerwcu 1999 roku.
W ramach współpracy UE–Mercosur realizuje się lub przygotowuje szereg projektów ukierunkowanych na wspieranie budowy odpowiednich instytucji, standaryzację norm technicznych, współpracę w dziedzinie statystyki, regulacji celnych, norm fitosanitarnych, współpracy na rzecz rozwoju małych i średnich przedsiębiorstw itd.